# السهم (كوكبة)

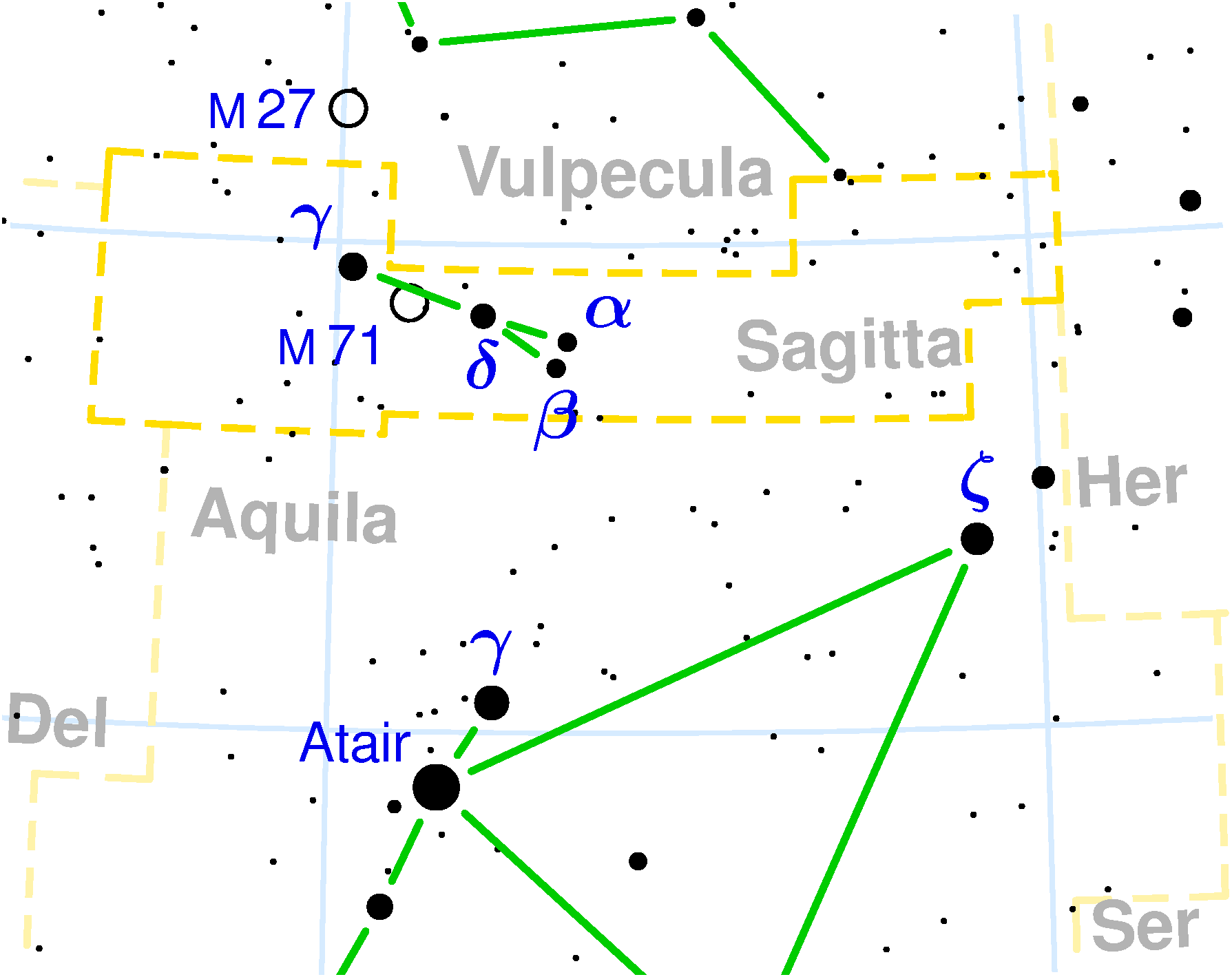
كوكبة السهم.

كوكبة السهم وهي ثالث أصغر كوكبة في السماء. تؤلف فيها أربع نجوم من الدرجة الرابعة والثالثة شكل السهم، حيث يمثل ألمع نجومها «اوميغا السهم» رأس السهم.
تقع الكوكبة بين كوكبتي العقاب والدجاجة وسط شريط درب التبانة. تحوي العديد من التجمعات النجمية ومنها المجموعة الكروية M71